# Давитая, Феофан Фарнеевич
Феофан Фарнеевич Давитая (груз. თეოფანე დავითაია; 15 сентября 1911, с. Эки, Сенакский уезд, Кутаисская губерния — 29 июня 1979, Тбилиси) — советский и грузинский географ, климатолог и агрометеоролог; хозяйственный, государственный и политический деятель, доктор сельскохозяйственных наук, профессор, академик АН Грузинской ССР.

## Биография
Родился в 1911 году в селе Эки. Член ВКП(б) с 1939 года.
С 1932 года — на хозяйственной, общественной и политической работе. В 1932—1979 гг. — на научно-исследовательской, преподавательской и руководящей работе в Грузинской ССР, участник Великой Отечественной войны, начальник метеобюро штаба 5-й воздушной армии, директор Института географии имени Вахушти АН Грузинской ССР.
Умер в Тбилиси 29 июня 1979 года.

## Награды
- 1973 — Государственная премия СССР в области науки (за создание Национального атласа Кубы, в составе коллектива)
- 1976 — Большая золотая медаль Географического общества СССР